# CentOS
CentOS(센트OS)는 CentOS 프로젝트에서 레드햇 제휴로 개발한 컴퓨터 운영 체제이다. 업스트림 소스인 레드햇 엔터프라이즈 리눅스와 완벽하게 호환되는 무료 기업용 컴퓨팅 플랫폼을 제공할 목적으로 만들어진 리눅스계 운영 체제 가운데 하나다. 6.4 버전부터 베타 버전은 파워PC에서 사용가능할 것으로 예상되지만 공식적으로 물리 주소 확장 기능을 가진 x86과 x86-64 아키텍처를 지원한다.
레드햇 엔터프라이즈 리눅스의 소스 코드를 그대로 가져와 빌드해 내놓으며 이 과정에서 이루어지는 변형은 레드햇의 상표가 잘리고 그 자리에 CentOS의 상표가 붙는(상표권 분쟁을 피하기 위해) 정도뿐이다. 판수 또한 레드햇 엔터프라이즈 리눅스의 판수를 그대로 가져오며(소수점 아래 숫자는 업데이트 차수를 가리킨다) 오늘날에는 레드햇 엔터프라이즈 리눅스의 행보를 가장 잘 따라가는 운영 체제라고 알려져 있다. 사용하는 꾸러미 형식은 RPM이다.

## 운영 체제 정보
- 자체 커뮤니티에 의해 관리되는 운영 체제이다.
- 기본적으로 포함되는 소프트웨어와 업데이트되는 소프트웨어를 아울러 이진 파일에 대해 상위판과 100%에 최대한 가까운 호환성을 유지하는 것이 원칙이며 이 원칙에서 최대한 벗어나지 않는 것 또한 원칙이다.
- 주로 Yum을 통해 소프트웨어를 업데이트할 수 있으며 up2date도 지원한다.
- 레드햇의 기술 지원은 받지 않는다.

## 역사
2006년 6월 또다른 Red Hat Enterprise Linux (RHEL) 클론인 Tao 리눅스의 주 개발자인 David Parsley는 기존의 Tao 리눅스 개발에 손을 떼고 CentOS 개발에 참여한다고 발표했다. Tao 사용자들은 yum 업데이트를 통해 CentOS 릴리즈로 이전했다.
2009년 7월, CentOS 창립자인 Lance Davis가 2008년 그만뒀다고 보고했다. Davis는 프로젝트에 대한 기여를 멈추었지만 CentOS 도메인과 PayPal 계정은 계속 가지고 있다.
2010년 7월, CentOS는 웹서버용 리눅스 배포판 중 데비안을 제치고 가장 인기있는 배포판이 되었으며 리눅스 웹서버 중 약 30%가 이를 사용하고 있다. 2012년 1월 데비안이 다시 선두 자리를 되찾았다.
2014년 1월, 레드햇은 RHEL 기반 운영 시스템을 둘러싼 테크놀로지 통합에 대한 오픈소스 개발자들의 요구에 맞는 플랫폼을 구축하기 위해 CentOS 프로젝트를 스폰서한다고 발표했다. 그 결과로 CentOS 상표에 대한 소유권이 레드햇으로 넘어갔으며 CentOS 핵심 개발자 대부분이 레드햇에 고용되었지만 RHEL 팀과 별도의 레드햇 오픈소스 및 표준 팀 소속이 되었다. 또한 새로운 CentOS 관리 임원진이 만들어졌다.
2021년, CentOS 8의 지원기간이 2021년 12월 31일까지로 단축되었고 베타 버전격인 CentOS Stream으로의 전환이 발표되었다. 이로 인해 CentOS 8은 2021년 12월에 지원이 종료되어, CentOS 7보다 지원 기간이 짧은 상황이 발생했다.

## 덧붙임
- CentOS를 쓰다 보면 PNAELV(Prominent North American Enterprise Linux Vendor)라는 단어를 볼 수 있는데 이것은 레드햇을 가리키는 단어로 레드햇에서 상표 문제에 대해 CentOS 제작진에게 보낸 편지가 그 유래라고 한다.[4]
- CentOS처럼 레드햇 엔터프라이즈 리눅스에서 갈라져 나온 타오 리눅스(Tao Linux)라는 운영 체제가 있었다. 2006년 6월 이 운영 체제의 주 개발자는 타오 리눅스 개발 중단 선언과 함께 앞으로는 CentOS 제작에 합류할 것이라고 밝혔다. 타오 리눅스 사용자들은 yum 업데이트를 통해 비교적 무리 없이 CentOS로 옮길 수 있었으며 이를 통해 타오 리눅스 안에 고립되는 것을 피할 수 있었다.

## 버전 내역
- 상위 버전으로 업데이트가 이루어져도 한 동안은 하위 버전도 업데이트가 지속된다.

| 판수(版數) | 프로세서 아키텍처                    | 커널        | 나온 날짜        |
| ---------- | ------------------------------------ | ----------- | ---------------- |
| 2.1        | i386                                 | 2.4.9       | 2004년 5월 14일  |
| 3.1        | i386, ia64, s390, s390x, x86_64      | 2.4.21-15   | 2004년 3월 20일  |
| 3.3        | i386, ia64, s390, s390x, x86_64      | 2.4.21-20   | 2004년 9월 20일  |
| 3.4        | i386, ia64, s390, s390x, x86_64      | 2.4.21-27   | 2005년 1월 10일  |
| 3.5        | i386, ia64, s390, s390x, x86_64      | 2.4.21-32   | 2005년 6월 10일  |
| 3.7        | i386, ia64, s390, s390x, x86_64      | 2.4.21-40   | 2006년 4월 11일  |
| 3.8        | i386, ia64, s390, s390x, x86_64      | 2.4.21-47   | 2006년 8월 25일  |
| 3.9        | i386, ia64, s390, s390x, x86_64      | 2.4.21-50   | 2007년 7월 27일  |
| 4.0        | i386, ia64, ppc, s390, s390x, x86_64 | 2.6.9-5     | 2005년 3월 20일  |
| 4.1        | i386, ia64, ppc, s390, s390x, x86_64 | 2.6.9-11    | 2005년 6월 12일  |
| 4.2        | i386, ia64, ppc, s390, s390x, x86_64 | 2.6.9-22    | 2005년 10월 13일 |
| 4.3        | i386, ia64, ppc, s390, s390x, x86_64 | 2.6.9-34    | 2006년 3월 21일  |
| 4.4        | i386, ia64, ppc, s390, s390x, x86_64 | 2.6.9-42    | 2006년 8월 30일  |
| 4.5        | i386, ia64, ppc, s390, s390x, x86_64 | 2.6.9-55    | 2007년 5월 18일  |
| 4.6        | i386, ia64, ppc, s390, s390x, x86_64 | 2.6.9-67    | 2007년 12월 16일 |
| 4.7        | i386, ia64, ppc, s390, s390x, x86_64 | 2.6.9-78    | 2008년 9월 13일  |
| 4.8        | i386, ia64, ppc, s390, s390x, x86_64 | 2.6.9-89    | 2009년 8월 22일  |
| 5.0        | i386, x86_64                         | 2.6.18-8    | 2007년 4월 12일  |
| 5.1        | i386, x86_64                         | 2.6.18-53   | 2007년 12월 2일  |
| 5.2        | i386, x86_64                         | 2.6.18-92   | 2008년 6월 24일  |
| 5.3        | i386, x86_64                         | 2.6.18-128  | 2009년 3월 31일  |
| 5.4        | i386, x86_64                         | 2.6.18-164  | 2009년 10월 20일 |
| 5.5        | i386, x86_64                         | 2.6.18-194  | 2010년 5월 14일  |
| 5.6        | i386, x86_64                         | 2.6.18-238  | 2011년 4월 8일   |
| 5.7        | i386, x86_64                         | 2.6.18-274  | 2011년 9월 13일  |
| 5.8        | i386, x86_64                         | 2.6.18-308  | 2012년 3월 7일   |
| 5.9        | i386, x86_64                         | 2.6.18-348  | 2013년 1월 17일  |
| 5.10       | i386, x86_64                         | 2.6.18-371  | 2013년 10월 19일 |
| 5.11       | i386, x86_64                         | 2.6.18-398  | 2014년 9월 30일  |
| 6.0        | i386, x86_64                         | 2.6.32-71   | 2011년 7월 10일  |
| 6.1        | i386, x86_64                         | 2.6.32-131  | 2011년 12월 9일  |
| 6.2        | i386, x86_64                         | 2.6.32-220  | 2011년 12월 20일 |
| 6.3        | i386, x86_64                         | 2.6.32-279  | 2012년 7월 10일  |
| 6.4        | i386, x86_64                         | 2.6.32-358  | 2013년 3월 12일  |
| 6.5        | i386, x86_64                         | 2.6.32-431  | 2013년 12월 1일  |
| 6.6        | i386, x86_64                         | 2.6.32-504  | 2014년 10월 24일 |
| 6.7        | i386, x86_64                         | 2.6.32-573  | 2015년 8월 7일   |
| 6.8        | i386, x86_64                         | 2.6.32-642  | 2016년 5월 24일  |
| 6.9        | i386, x86_64                         | 2.6.32-696  | 2017년 4월 5일   |
| 6.10       | i386, x86_64                         | 2.6.32-754  | 2017년 7월 3일   |
| 7.0-1406   | x86_64                               | 3.10.0-123  | 2014년 7월 7일   |
| 7.1-1503   | x86_64                               | 3.10.0-229  | 2015년 3월 31일  |
| 7.2-1511   | x86_64                               | 3.10.0-327  | 2015년 12월 14일 |
| 7.3-1611   | x86_64                               | 3.10.0-514  | 2016년 12월 12일 |
| 7.4-1708   | x86_64                               | 3.10.0-693  | 2017년 9월 13일  |
| 7.5-1804   | x86_64                               | 3.10.0-862  | 2018년 5월 10일  |
| 7.6-1810   | x86_64                               | 3.10.0-957  | 2018년 12월 3일  |
| 7.7-1908   | x86_64                               | 3.10.0-1062 | 2019년 8월 6일   |
| 8.0-1905   | x86_64                               | 4.18.0-80   | 2019년 9월 24일  |

| 지원 상황:        | 지원 상황: | 지원 상황: | 지원 상황: | 지원 상황: |
| ----------------- | ---------- | ---------- | ---------- | ---------- |
| 더 이상 지원 안함 | 지원 중    | 현재 버전  | 준비 중    | 개발 중    |

## 같이 보기
- 레드햇 엔터프라이즈 리눅스
- 로키 리눅스
- 알마리눅스